# Jodhpur
Jodhpur là một thành phố và khu đô thị của quận Ahmadabad thuộc bang Gujarat, Ấn Độ.

## Địa lý
Jodhpur có vị trí 21°53′B 70°02′Đ / 21,88°B 70,03°Đ Nó có độ cao trung bình là 98 mét (321 feet).

## Nhân khẩu
Theo điều tra dân số năm 2001 của Ấn Độ, Jodhpur có dân số 44.381 người. Phái nam chiếm 52% tổng số dân và phái nữ chiếm 48%. Jodhpur có tỷ lệ 83% biết đọc biết viết, cao hơn tỷ lệ trung bình toàn quốc là 59,5%: tỷ lệ cho phái nam là 86%, và tỷ lệ cho phái nữ là 80%. Tại Jodhpur, 9% dân số nhỏ hơn 6 tuổi.